# Lasse Opseth
Lasse Opseth (Nordfjordeid, 27 gennaio 1956) è un ex calciatore norvegese, di ruolo attaccante.

## Biografia
È il padre di Kristian Opseth, anch'egli calciatore norvegese.

## Carriera

### Club
Opseth giocò per il Sogndal, prima di passare al Lillestrøm. Dopo una sola stagione, tornò al Sogndal e vi restò fino al 1991.

### Nazionale
Giocò una partita per la Norvegia. Il 15 giugno 1982, infatti, subentrò a Gabriel Høyland nel successo per 2-1 sulla Danimarca.